# Schwasdorf
Schwasdorf ist eine Gemeinde im Landkreis Rostock in Mecklenburg-Vorpommern (Deutschland). Die Gemeinde wird vom Amt Mecklenburgische Schweiz mit Sitz in der nicht amtsangehörigen Stadt Teterow verwaltet. Die Gemeinde wurde am 13. Juni 2004 aus den vormals selbstständigen Gemeinden Poggelow und Remlin gebildet. Anders als bei vielen anderen Gemeindefusionen wurde hier kein Doppelname, sondern der Name des ehemaligen Remliner Ortsteils Schwasdorf gewählt.

## Geografie
Die Gemeinde Schwasdorf nördlich der Mecklenburgischen Schweiz liegt zwischen der oberen Peene und dem Recknitztal in einem sanft hügeligen Gebiet. Die Erhebungen erreichen bis zu 57 m ü. NN. Die Stadt Teterow ist 15 Kilometer entfernt, Gnoien ca. zehn Kilometer.
Umgeben wird Schwasdorf von den Nachbargemeinden Walkendorf im Norden, Altkalen im Osten, Jördenstorf im Süden sowie Groß Wüstenfelde im Westen.

## Geschichte
Die Gemeinde besteht aus den Ortsteilen Poggelow, Remlin, Schwasdorf und Stierow.
Schwasdorf: Das Gebiet war bereits während der Jungsteinzeit besiedelt. Beim Ort befindet sich ein Hünengrab aus dieser Epoche, zwischen Schwasdorf und dem Peenetal liegen fünf Hügelgräber aus der Bronzezeit. Das Gut war u. a. im Besitz der Familien Schröder (1814–1845) und Kortüm (1855–1945). Das Gutshaus entstand Mitte des 19. Jahrhunderts. Am 1. Juli 1950 wurde Schwasdorf nach Poggelow eingemeindet.
Poggelow, ein Gutsdorf, wurde erstmals 1314 urkundlich erwähnt.  Das Gut war im Besitz der Familien  Graf von Bassewitz (14. Jh.–1891) und der Tierarztgattin Clara Henriette Wilhelmine Schröder (bis   1933). Das 670 ha umfassende Gut wurde ab 1933 aufgesiedelt. Das sanierte Gutshaus stammt von 1848. Es war nach 1945 Flüchtlingsunterkunft, Kindergarten, Gaststätte, Sitz der Gemeinde sowie LPG-Sitz und seit 1997 Ferienhaus. Marstall, eine Scheune und Schmiede sind erhalten.
Remlin wurde 1361 als Remmelyn erstmals urkundlich genannt. Das Gut befand sich u. a. im Besitz von einem Ritter Schlicht sowie der Familien von Kardorff (1704–1860) und Wilhelm und Adolf von Oertzen (ab 1866). 1935 wurde das Gut aufgesiedelt. Das Gutshaus wurde wegen Baufälligkeit abgerissen. Die sanierte, schöne reetgedeckte Fachwerkscheune von 1870 wurde 1935 zum Wohnhaus umgebaut.

## Sehenswürdigkeiten

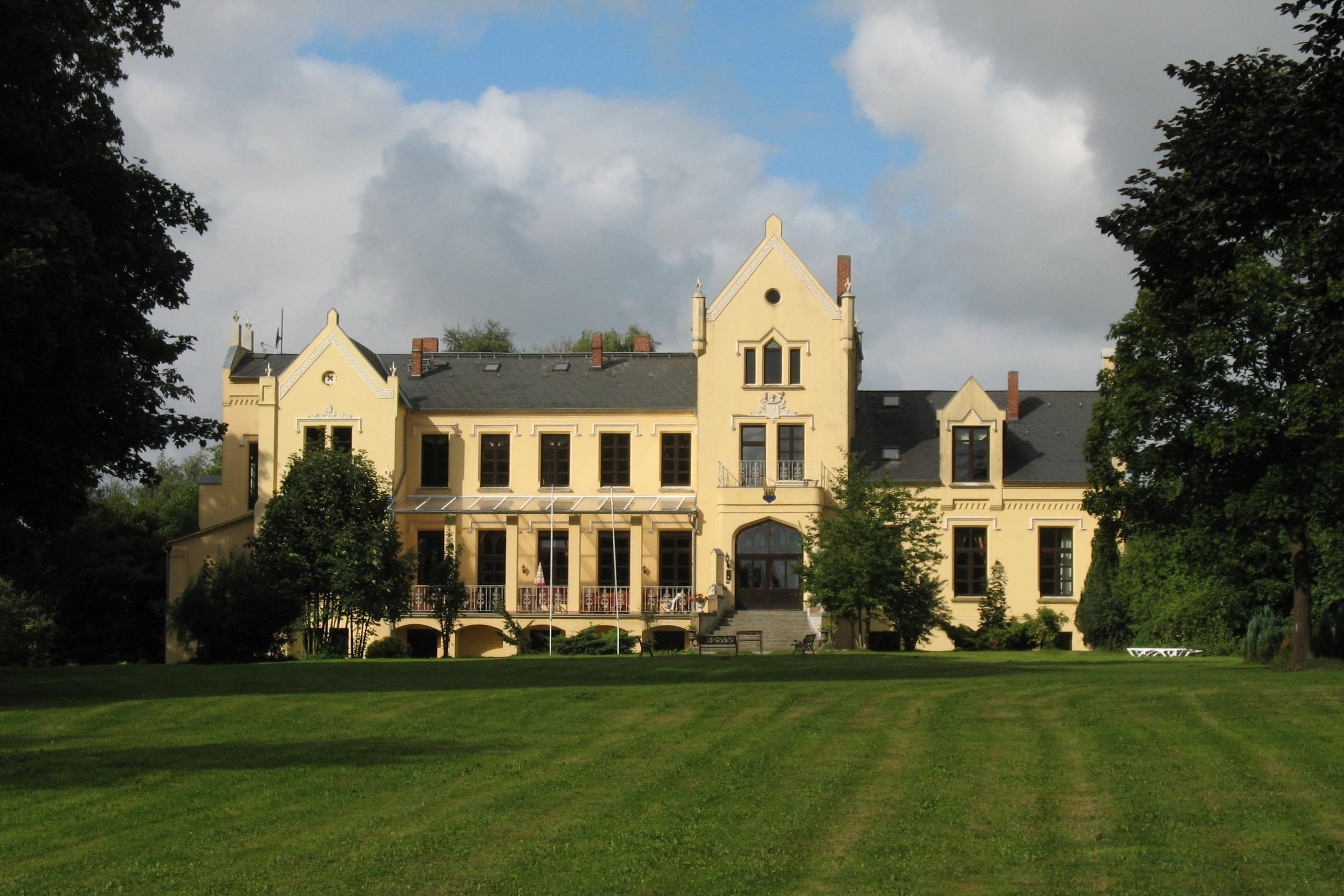
Gutshaus Poggelow

- Gutshaus Poggelow von 1848 nach Plänen von Friedrich Hitzig; Landschaftspark mit See und altem Baumbestand; heute Ferienwohnungen
- Fachwerkgutshaus Remlin vom 19. Jh.
- Fachwerkscheune als Hallenhaus in Remlin
- Gutshaus Schwasdorf von um 1850

## Verkehrsanbindung
Die Gemeinde liegt an der Verbindungsstraße von Teterow nach Gnoien. Vom 16 km entfernten Teterow bestehen Bundesstraßen-Verbindungen in alle Richtungen. Der ehemalige Bahnhof im Ortsteil Poggelow liegt an der 1997 stillgelegten Bahnstrecke Teterow–Gnoien. Die Bahnlinie wurde durch Busverkehr ersetzt.